# Maja Bošković-Stulli
Maja Bošković-Stulli (9 novembre 1922 - 14 août 2012) est une slaviste et folkloriste yougoslavo-croate, historienne de la littérature, écrivain, éditrice et universitaire,.

## Jeunesse
Bošković-Stulli est née à Osijek dans la famille juive de Dragutin et Ivanka Bošković. Elle rejoint la Ligue des Jeunes Communistes de Yougoslavie (SKOJ ; croate : Savez komunističke omladine Jugoslavije) pendant ses études au Gymnasium. En 1943, après la capitulation de l'Italie et la libération du camp de concentration de Rab, elle rejoignit les partisans. De nombreux membres de sa famille périssent durant l'Holocauste, notamment ses parents et sa sœur Magda Bošković (en).

## Biographie
Bošković-Stulli termine ses études primaires et secondaires à Zagreb. Elle est diplômée de la Faculté de philosophie de l'Université de Zagreb et obtient son doctorat en 1961. Elle participe à de nombreuses conférences et symposiums nationaux et internationaux, notamment au Centre inter-universitaire de Dubrovnik. Pendant de nombreuses années, elle est rédactrice en chef puis membre du comité de rédaction de la revue Narodna umjetnost. Elle travaille ensuite à l'Académie croate des sciences et des arts et, de 1952 jusqu'à sa retraite en 1979, à l'Institut d'ethnologie et de recherche sur le folklore de Zagreb. De 1963 à 1973, elle est aussi directrice de l’Institut.
Bošković-Stulli écrit une vingtaine de livres et un grand nombre d'articles dans des revues universitaires nationales et internationales. Elle reçoit également plusieurs prix pour ses travaux de recherche, le prix annuel en 1975 et le Croatian lifework award en 1990, le Prix Herder à Vienne 1991 et le prix Pitre Salomone Marino à Palerme en 1992. Elle est membre régulière de l'Académie croate des sciences et des arts.
En 2005, Bošković-Stulli est nommée parmi les 35 femmes les plus importantes de l'histoire de la Croatie. Bošković-Stulli meurt le 14 août 2012 à Zagreb et est enterrée au cimetière de Mirogoj.

## Ouvrages
- Istarske narodne priče, 1959
- Narodne pripovijetke, 1963
- Narodne epske pjesme, knj. 2, 1964
- Narodna predaja o vladarevoj tajni, 1967
- Usmena književnost, 1978
- Usmena književnost nekad i danas, 1983
- Usmeno pjesništvo u obzorju književnosti, 1984
- Zakopano zlato. Hrvatske usmene pripovijetke, predaje i legende iz Istre, 1986
- U kralja od Norina. Priče, pjesme, zagonetke i poslovice s Neretve, 1987
- Pjesme, priče, fantastika, 1991
- Žito posred mora. Usmene priče iz Dalmacije, 1993
- Priče i pričanje: stoljeća usmene hrvatske proze, 1997
- Usmene pripovijetke i predaje, 1997
- O usmenoj tradiciji io životu, 1999